# La corsa all'abisso
La corsa all'abisso (La Course à l'abîme) è un romanzo dello scrittore e accademico di Francia Dominique Fernandez, pubblicato nel 2002.
Il libro è la biografia, narrata da lui stesso, di Caravaggio, pittore italiano vissuto nel periodo immediatamente successivo al Concilio di Trento.

## Trama
Michelangelo Merisi, detto Il Caravaggio, già morto sulla spiaggia di Porto Ercole, si chiede come sia avvenuto che la sua fine lo avesse portato proprio laggiù, dal momento che, tra condanne a morte e pericolose vendette, avrebbe scommesso di lasciare il suo corpo mortale in un luogo delle sue peregrinazioni: Roma, Napoli, Siracusa e altri luoghi di Sicilia, isola di Malta. Segue perciò tutte le tappe della vita preferendo, anziché indugiare sui rapporti umani, descrivere i quadri che ha dipinto. Egli si sofferma sulle mille innovazioni, scaturite dalla genialità che possedeva e da alcune carenze di formazione, come la difficoltà a disegnare. Analizza i suoi stessi quadri alla luce delle indicazioni e imposizioni della Chiesa e del Concilio di Trento, ripercorrendo i  giudizi, di carattere diametralmente opposto, che estimatori e detrattori profferivano al momento di accettare o respingere ogni sua opera. Omosessuale, troppe volte ha corso il rischio di finire sul rogo, ma una sorte bizzarra lo ha fatto (secondo l'autore del libro) morire per mano di quell'amico che lo ha amato sino all'ultima ora: Mario Minniti.

## Personaggi storici (elenco parziale)
Artisti, musicisti e dotti
- Simone Peterzano
- Giovanni Paolo Lomazzo
- Giovanni Pietro Bellori
- Cesare Ripa
- Giovanni Pierluigi da Palestrina
- Emilio de' Cavalieri
- Vincenzo Galilei
- Lorenzo Siciliano
- Mario Minniti
- Floris van Dijck
- Jan Bruegel
- Carlo Saraceni
- Francesco Albani
- Pedro Montoya
- Annibale Carracci
- Agostino Carracci
- Orazio Gentileschi
- Stefano Maderno
- Guido Reni
- Pieter Paul Rubens
- Giordano Bruno
- Claudio Monteverdi

Aristocratici
- Giuseppe Cesari
- Francesco I Sforza di Caravaggio
- Costanza Colonna
- Fabrizio Sforza di Caravaggio
- Filippo I Colonna
- Vincenzo Giustiniani
- Vincenzo I Gonzaga
- Alof de Wignacourt

Ecclesiastici e Papi
- Carlo Borromeo
- Federico Borromeo
- Filippo Neri
- Papa Clemente VIII (Ippolito Aldobrandini)
- Pietro Aldobrandini
- Ascanio Colonna
- Scipione Borghese
- Papa Paolo V (Camillo Borghese)
- Francesco Maria Del Monte
- Benedetto Giustiniani
- Maffeo Barberini
- Odoardo Farnese

Altri personaggi
- Ranuccio Tomassoni
- Fillide Melandroni
- Maddalena Antognetti
- Anna Bianchina
- Beatrice Cenci e Petronia

## Edizioni in italiano
- Fernandez, Dominique, La corsa all'abisso: romanzo, traduzione di Fabrizio Ascari, Napoli: Colonnese, 2005